# Championnat d’Amérique centrale et des Caraïbes masculin de basket-ball
Cet article traite de l'épreuve masculine. Pour la compétition féminine, voir Championnat d'Amérique centrale et des Caraïbes féminin de basket-ball.
Le Championnat d’Amérique centrale et des Caraïbes masculin de basket-ball ou Centrobasket est un tournoi international de basketball sponsorisé par la FIBA, auquel participent des équipes nationales d'Amérique centrale et des Caraïbes. Ces pays forment la Confédération centraméricaine et caribéenne de basketball (CONCENCABA). 
Les trois ou quatre meilleures équipes nationales obtiennent généralement leur place pour l'AmeriCup. Le tournoi est généralement organisé tous les deux ans. Initialement organisé uniquement les années impaires, il est désormais organisé les années paires depuis 2004. Il n'a pas eu lieu en 1979 ni en 1983, mais, à ces exceptions près, il a eu lieu tous les deux ans, à l'exception des éditions suivantes de 2003 et 2004. Huit équipes participent au tournoi, réparties en deux groupes. Le premier tour se déroule en poules, puis, au second tour, les équipes s'affrontent pour déterminer leur position finale au classement.
Le Panama et Porto Rico ont remporté de nombreuses médailles lors de cet événement, tous deux considérés comme les meilleures équipes de la région, même si l'équipe portoricaine n'y envoie presque jamais ses meilleurs joueurs (elle y envoie principalement sa deuxième équipe). À ce jour, Porto Rico a remporté un grand nombre de médailles lors de chaque tournoi auquel il a participé.

## Histoire

### L’âme du basketball centre-américain et caribéen (1965)
La toute première édition du Centrobasket masculin se tient en octobre 1965 à Mexico, sous l’impulsion de la FIBA et de son antenne régionale, la CONCECABA. L’objectif est clair : offrir aux pays d’Amérique centrale et des Caraïbes une compétition régulière pour renforcer le niveau local et créer des ponts vers les tournois continentaux et mondiaux.
Ce tournoi inaugural réunit six nations – Mexique, Panama, Cuba, Costa Rica, Jamaïque et les Îles Vierges – dans un format simple "round-robin", où chaque équipe affronte toutes les autres sans phase finale. Le Mexique, pays organisateur, tire profit de son avantage à domicile et de sa structure déjà bien en place. Il termine le tournoi invaincu, décrochant le premier titre de l’histoire de la compétition. Cette victoire affirme d’emblée son statut de puissance montante dans la région. Mais cette première édition ne se limite pas à un sacre national. Elle pose les bases d’une rivalité durable entre les grandes nations régionales comme Panama, Cuba et Porto Rico, qui prendront une place de plus en plus centrale dans les années suivantes. Le succès sportif et organisationnel de ce premier Centrobasket confirme son utilité : le tournoi devient un rendez-vous récurrent (généralement tous les deux ans), destiné à structurer et promouvoir le basket centre-américain et caribéen.

## Palmarès

### Par édition
| Éd. | Année | Pays hôte      | Finale               | Finale | Finale                      | Petite finale               | Petite finale | Petite finale               |
| Éd. | Année | Pays hôte      | Champion             | Score  | Deuxième                    | Troisième                   | Score         | Quatrième                   |
| --- | ----- | -------------- | -------------------- | ------ | --------------------------- | --------------------------- | ------------- | --------------------------- |
| 1re | 1965  | Mexico         | Mexique              | –      | Porto Rico                  | Cuba                        | –             | Panama                      |
| 2e  | 1967  | San Salvador   | Panama               | –      | Cuba                        | Îles Vierges des États-Unis | –             | Mexique                     |
| 3e  | 1969  | La Havane      | Panama (2)           | –      | Cuba                        | Porto Rico                  | –             | Venezuela                   |
| 4e  | 1971  | Valencia       | Cuba                 | –      | Porto Rico                  | Venezuela                   | –             | Rép. dominicaine            |
| 5e  | 1973  | San Juan       | Porto Rico           | –      | Mexique                     | Cuba                        | –             | Panama                      |
| 6e  | 1975  | Saint-Domingue | Mexique (2)          | –      | Porto Rico                  | Cuba                        | –             | Rép. dominicaine            |
| 7e  | 1977  | Panama         | Rép. dominicaine     | –      | Porto Rico                  | Panama                      | –             | Mexique                     |
| 8e  | 1981  | San Juan       | Panama (3)           | 82–76  | Porto Rico                  | Cuba                        | –             | Mexique                     |
| 9e  | 1985  | Mexico         | Porto Rico (2)       | –      | Panama                      | Cuba                        | –             | Mexique                     |
| 10e | 1987  | Saint-Domingue | Porto Rico (3)       | 98–85  | Panama                      | Mexique                     | 90–87         | Rép. dominicaine            |
| 11e | 1989  | La Havane      | Porto Rico (4)       | 116–83 | Panama                      | Cuba                        | 94–79         | Mexique                     |
| 12e | 1991  | Monterrey      | Porto Rico (5)       | 99–82  | Mexique                     | Cuba                        | 108–87        | Panama                      |
| 13e | 1993  | Ponce          | Porto Rico (6)       | 87–77  | Cuba                        | Panama                      | 96–83         | Rép. dominicaine            |
| 14e | 1995  | Saint-Domingue | Cuba (2)             | 85–68  | Rép. dominicaine            | Porto Rico                  | 95–88         | Panama                      |
| 15e | 1997  | Tegucigalpa    | Cuba (3)             | 106–93 | Porto Rico                  | Rép. dominicaine            | 92–75         | Mexique                     |
| 16e | 1999  | Havane Juan    | Cuba (4)             | 67–63  | Porto Rico                  | Rép. dominicaine            | 86–74         | Panama                      |
| 17e | 2001  | Toluca         | Porto Rico (7)       | 86–73  | Mexique                     | Panama                      | 93–82         | Îles Vierges des États-Unis |
| 18e | 2003  | Culiacán       | Porto Rico (8)       | 93–83  | Rép. dominicaine            | Mexique                     | 78–76         | Îles Vierges des États-Unis |
| 19e | 2004  | Saint-Domingue | Rép. dominicaine (2) | 75–74  | Porto Rico                  | Panama                      | 98–89         | Mexique                     |
| 20e | 2006  | Panama         | Panama (4)           | 73–59  | Îles Vierges des États-Unis | Porto Rico                  | 93–83         | Mexique                     |
| 21e | 2008  | Chetumal       | Porto Rico (9)       | 87–70  | Îles Vierges des États-Unis | Rép. dominicaine            | 102–74        | Cuba                        |
| 22e | 2010  | Saint-Domingue | Porto Rico (10)      | 89–80  | Rép. dominicaine            | Panama                      | 75–74         | Cuba                        |
| 23e | 2012  | Hato Rey       | Rép. dominicaine (3) | 80–72  | Porto Rico                  | Jamaïque                    | 78–54         | Panama                      |
| 24e | 2014  | Tepic          | Mexique (3)          | 74–60  | Porto Rico                  | Rép. dominicaine            | 75–66         | Cuba                        |
| 25e | 2016  | Panama         | Porto Rico (11)      | 84–83  | Mexique                     | Rép. dominicaine            | 64–48         | Panama                      |